# Сан-Джованни-Бьянко
Сан-Джованни-Бьянко (итал. San Giovanni Bianco) — коммуна в Италии, находится в регионе Ломбардия, подчиняется административному центру Бергамо.
Население составляет 4997 человек, плотность населения составляет 161 чел./км². Занимает площадь 31 км². Почтовый индекс — 24015. Телефонный код — 0345.
Покровителем коммуны почитается святой апостол и евангелист Иоанн Богослов, празднование 27 декабря.